# Missões diplomáticas de Trindade e Tobago

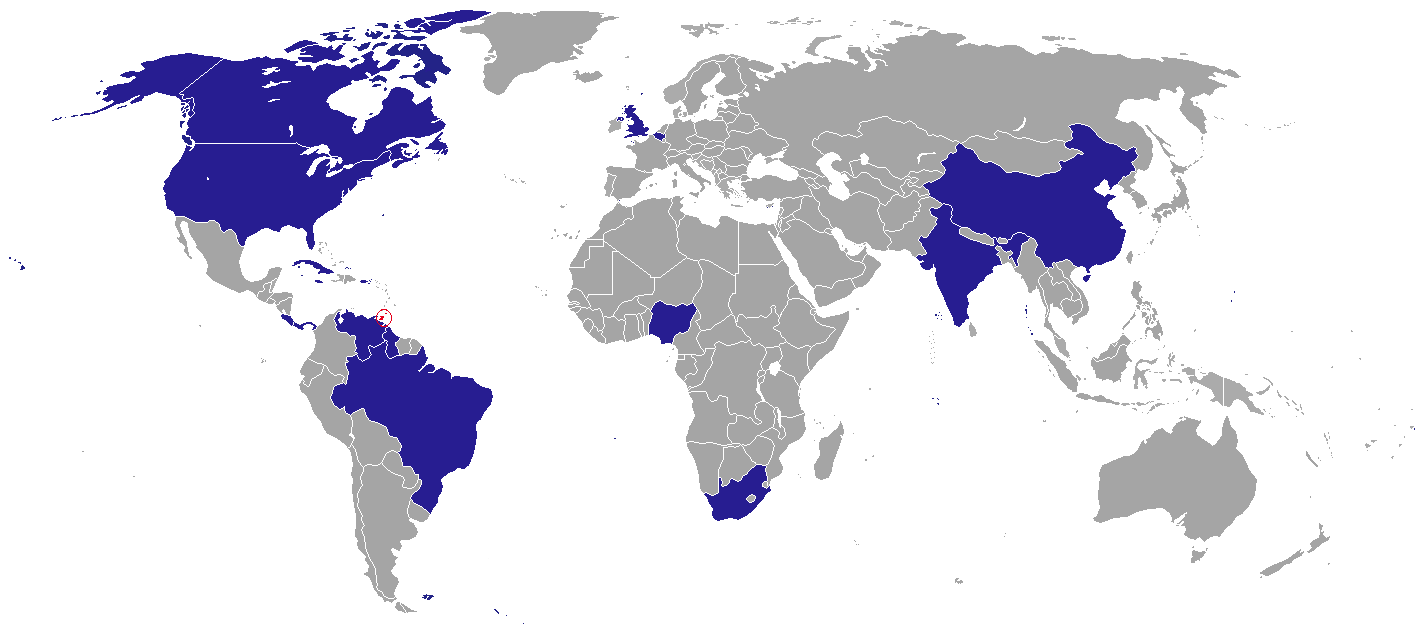
Missões diplomáticas de Trindade e Tobago.

Abaixo estão listadas as embaixadas e consulados de Trindade e Tobago, pequeno país localizado a norte da Venezuela.

## África

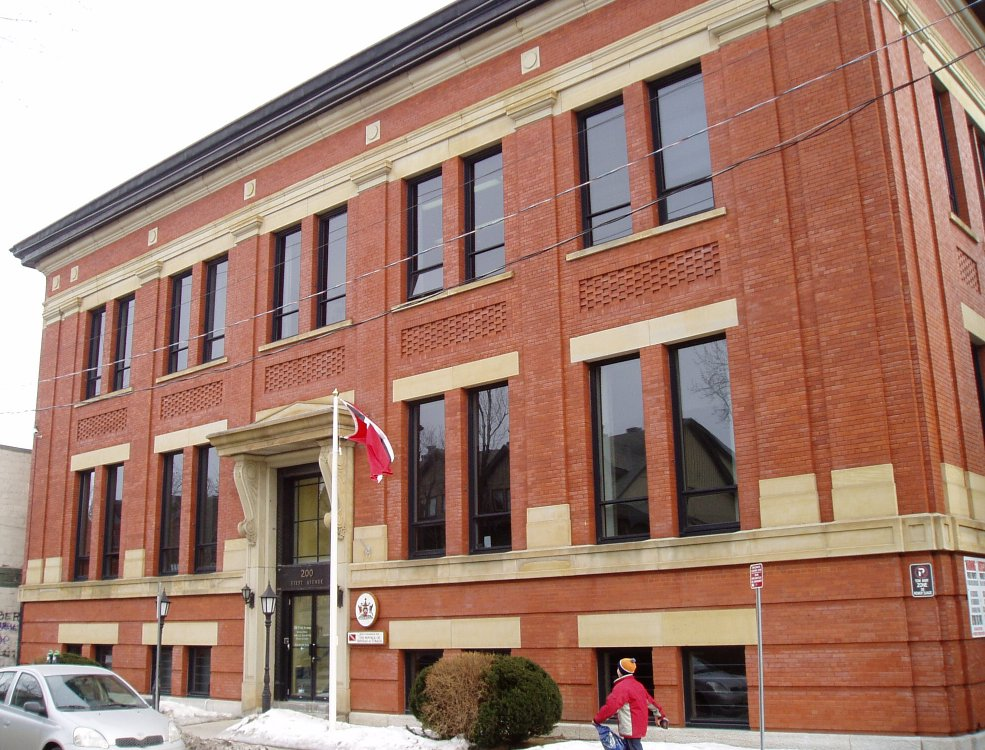
Alta comissão de Trindade e Tobago em Ottawa

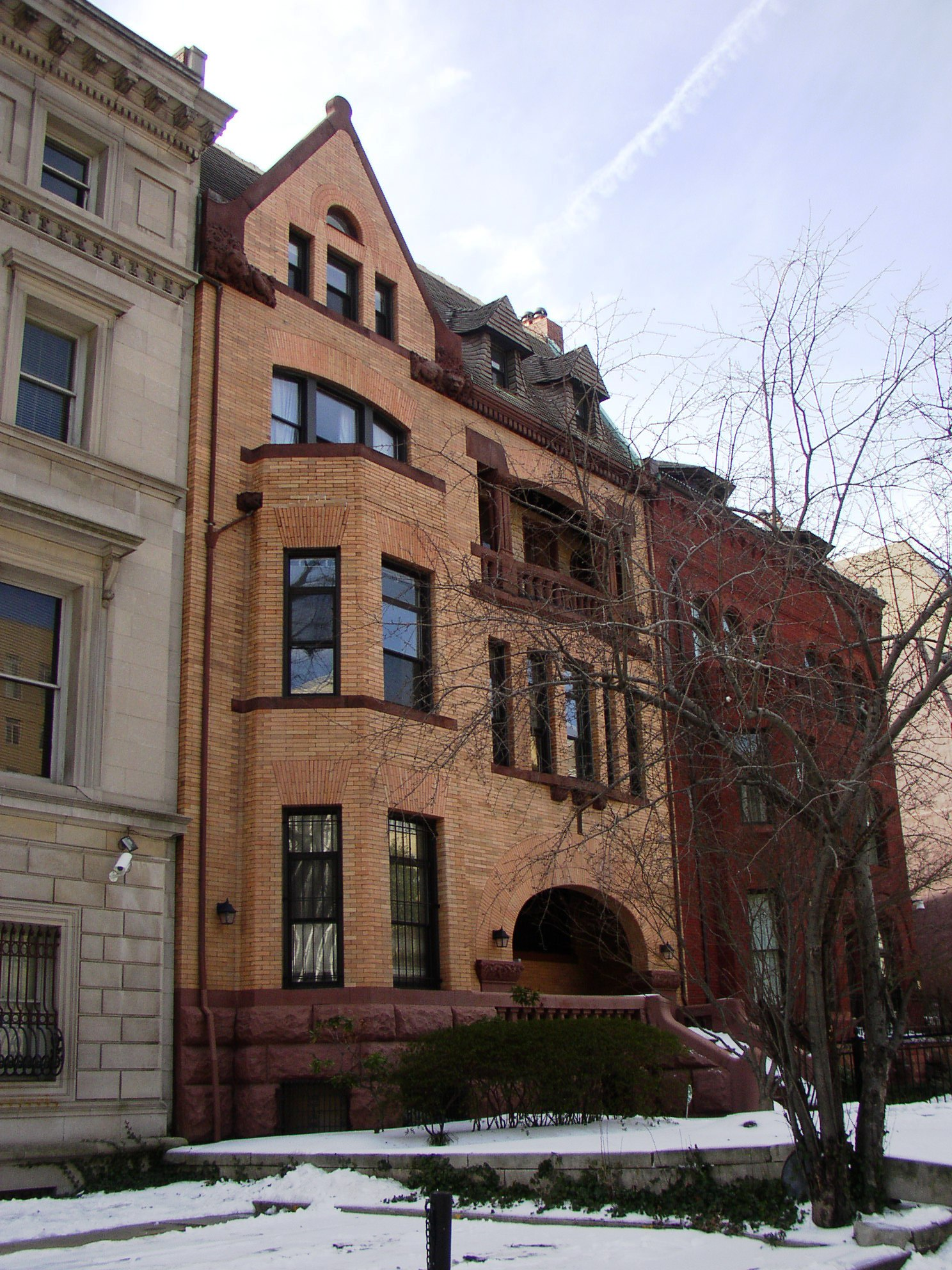
Embaixada de Trindade e Tobago em Washington, DC

- África do Sul
  - Pretória (Alta comissão)
- Nigéria
  - Abuja (Alta comissão)
- Uganda
  - Campala (Alta comissão)

## América
- Brasil
  - Brasília (Embaixada)
- Canadá
  - Ottawa (Alta comissão)
  - Toronto (Consulado-Geral)
- Costa Rica
  - São José (Embaixada)
- Cuba
  - Havana (Embaixada)
- Estados Unidos
  - Washington DC (Embaixada)
  - Miami (Consulado-Geral)
  - Nova Iorque (Consulado-Geral)
- Jamaica
  - Kingston (Alta comissão)
- Panamá
  - Cidade do Panamá (Embaixada)
- Venezuela
  - Caracas (Embaixada)

## Ásia
- China
  - Pequim (Embaixada)
- Índia
  - Nova Déli (Alta comissão)

## Europa
- Bélgica
  - Bruxelas (Embaixada)
- Reino Unido
  - Londres (Alta comissão)

## Organizações multilaterais
- Bruxelas (Missão permanente de Trindade e Tobago ante a União Europeia)
- Genebra (Missão permanente de Trindade e Tobago ante as Nações Unidas e organizações internacionais)
- Nova Iorque (Missão permanente de Trindade e Tobago ante as Nações Unidas)
- Washington, DC (Missão permanente de Trindade e Tobago ante a Organização dos Estados Americanos)